# Afrika-Meisterschaften im Straßenradsport 2021
Die 15. Afrika-Meisterschaften im Straßenradsport 2021 (2021 African Continental Road Championships) wurden vom 2. bis 6. März 2021 in der ägyptischen Hauptstadt Kairo ausgetragen. Ihre Austragung war eigentlich für 2020 vorgesehen, musste aber wegen der Covid-19-Pandemie verschoben werden.

## Resultate

### Männer
| Disziplin                     | Platz | Land      | Name(n)                                                               |
| ----------------------------- | ----- | --------- | --------------------------------------------------------------------- |
| Straßenrennen (140 km)        | 1     | Südafrika | Ryan Gibbons                                                          |
|                               | 2     | Algerien  | Nassim Saidi                                                          |
|                               | 3     | Algerien  | Youcef Reguigui                                                       |
| Einzelzeitfahren (50 km)      | 1     | Südafrika | Ryan Gibbons                                                          |
|                               | 2     | Südafrika | Kent Main                                                             |
|                               | 3     | Ruanda    | Moïse Mugisha                                                         |
| Mannschaftszeitfahren (50 km) | 1     | Südafrika | Ryan Gibbons Kent Main Gustav Basson Jason Oosthuizen                 |
|                               | 2     | Ruanda    | Jean Bosco Nsengimana Moïse Mugisha Jean Eric Habimana Joseph Areruya |
|                               | 3     | Algerien  | Youcef Reguigui Hamza Mansouri Nassim Saidi Azzedine Lagab            |

### Frauen
| Disziplin                     | Platz | Land      | Name(n)                                                                      |
| ----------------------------- | ----- | --------- | ---------------------------------------------------------------------------- |
| Straßenrennen (98 km)         | 1     | Südafrika | Carla Oberholzer                                                             |
|                               | 2     | Südafrika | Hayley Preen                                                                 |
|                               | 3     | Namibia   | Vera Looser                                                                  |
| Einzelzeitfahren (28 km)      | 1     | Südafrika | Carla Oberholzer                                                             |
|                               | 2     | Südafrika | Frances Janse van Rensburg                                                   |
|                               | 3     | Namibia   | Vera Looser                                                                  |
| Mannschaftszeitfahren (28 km) | 1     | Südafrika | Frances Janse van Rensburg Carla Oberholzer Hayley Preen Maroesjka Matthee   |
|                               | 2     | Ruanda    | Diane Ingabire Valantine Nzayisenga Jacqueline Tuyishimire Josiane Mukashema |
|                               | 3     | Äthiopien | Serkalen Taye Watango Miheret Asegele Gebreyewhans                           |

### Frauen / Männer Elite Mixed-Staffel
| Platz | Land      | Mannschaft | Fahrer                                                        | Mannschaft | Fahrerinnen                                            | Gesamtzeit (min)    | Abstand (min) |
| ----- | --------- | ---------- | ------------------------------------------------------------- | ---------- | ------------------------------------------------------ | ------------------- | ------------- |
| 1     | Südafrika | Frauen     | Frances Janse van Rensburg Hayley Preen Carla Oberholzer      | Männer     | Ryan Gibbons Kent Main Gustav Basson                   | 39:18 (42,748 km/h) |               |
| 2     | Ruanda    | Frauen     | Diane Ingabire Valantine Nzayisenga Jacqueline Tuyishimire    | Männer     | Jean Eric Habimana Jean Bosco Nsengimana Moïse Mugisha | 43:01 (39,055 km/h) | + 3:43        |
| 3     | Äthiopien | Frauen     | Amha Selam Miheret Asegele Gebreyewhans Serkalen Taye Watango | Männer     | Yared Behura Tsgabu Grmay Sintayehu Kebede             | 44:32 (37,725 km/h) | + 5:14        |

Streckenlänge: 28 Kilometer.

Es gingen 3 Mannschaften an den Start.

### Junioren
| Disziplin                     | Platz | Land      | Name(n)                                                                             |
| ----------------------------- | ----- | --------- | ----------------------------------------------------------------------------------- |
| Straßenrennen (84 km)         | 1     | Ruanda    | Etienne Tuyizere                                                                    |
|                               | 2     | Marokko   | Mohammed Najib Sanbouli                                                             |
|                               | 3     | Ruanda    | Samuel Niyonkuru                                                                    |
| Einzelzeitfahren (28 km)      | 1     | Südafrika | Pedri Crause                                                                        |
|                               | 2     | Ruanda    | Etienne Tuyizere                                                                    |
|                               | 3     | Südafrika | Justin Chesterton                                                                   |
| Mannschaftszeitfahren (28 km) | 1     | Algerien  | Salah Eddine Ayoubi Cherki Abdelkrim Ferkous Mohamed Redwane Brinis Khaled Mansouri |
|                               | 2     | Ruanda    | Etienne Tuyizere Valens Iradukunda Samuel Niyonkuru Hussein Mugabo                  |
|                               | 3     | Südafrika | Justin Chesterton Chanton Perrins Pedri Crause Jason Bruintjies                     |

### Juniorinnen
| Disziplin                       | Platz | Land      | Name(n)                                                       |  |
| ------------------------------- | ----- | --------- | ------------------------------------------------------------- |  |
| Straßenrennen (56 km)           | 1     | Südafrika | Chante Olivier                                                |  |
|                                 | 2     | Ägypten   | Hapepa Eliwa                                                  |  |
|                                 | 3     | Algerien  | Nesrine Houili                                                |  |
| Einzelzeitfahren (13,5 km)      | 1     | Südafrika | Chante Olivier                                                |  |
|                                 | 2     | Ägypten   | Hapepa Eliwa                                                  |  |
|                                 | 3     | Algerien  | Nesrine Houili                                                |  |
| Mannschaftszeitfahren (13,5 km) | 1     | Südafrika | Chante Olivier Ainslii de Beer Amber Hindmarch Mckenzie Pedro |  |
|                                 | 2     | Ägypten   | Habiba Edris Gana Eliwa Hapepa Eliwa Miriam Habib             |  |

## Medaillenspiegel
| Rang  | Land      | Gold | Silber | Bronze | Gesamt |
| ----- | --------- | ---- | ------ | ------ | ------ |
| 1     | Südafrika | 11   | 3      | 2      | 16     |
| 2     | Ruanda    | 1    | 5      | 2      | 8      |
| 3     | Algerien  | 1    | 1      | 4      | 6      |
| 4     | Ägypten   | 0    | 3      | 0      | 3      |
| 5     | Marokko   | 0    | 1      | 0      | 1      |
| 7     | Äthiopien | 0    | 0      | 2      | 2      |
| 7     | Namibia   | 0    | 0      | 2      | 2      |
| Total | Total     | 13   | 13     | 12     | 38     |